# Улкенагаський сільський округ
Улкенага́ський сільський округ (каз. Үлкенағаш ауылдық округі, рос. Улкенагашский сельский округ) — адміністративна одиниця у складі Панфіловського району Жетисуської області Казахстану. Адміністративний центр — село Аулієагаш.
Населення — 2936 осіб (2021; 3309 у 2009, 3117 у 1999, 3091 у 1989).
Станом на 1989 рік існувала Улкенагаська сільська рада (села Єнбекші, Жаркент-Арасан, Коктал-Арасан, Улькенагаш). Пізніше село Єнбекші передано до складу Талдинського сільського округу.

## Склад
До складу округу входять такі населені пункти:
| Населений пункт      | Населення, осіб (1989) | Населення, осіб (1999) | Населення, осіб (2009) | Населення, осіб (2021) |
| -------------------- | ---------------------- | ---------------------- | ---------------------- | ---------------------- |
| Аулієагаш, село      | 2661                   | 2763                   | 2959                   | 2602                   |
| --Бордакилау         | -                      | -                      | -                      | 11                     |
| --Діїрмен            | -                      | -                      | -                      | 6                      |
| --Кітень             | -                      | -                      | -                      | 9                      |
| --Орманшар           | -                      | -                      | -                      | 8                      |
| --Шкм                | -                      | -                      | -                      | 9                      |
| Жаркент-Арасан, село | 134                    | 65                     | 67                     | 37                     |
| Коктал-Арасан, село  | 296                    | 289                    | 283                    | 254                    |